# مارموست امیلیا
مارموست امیلیا (نام علمی: Mico emiliae) نام یک گونه از سرده مارموست است.